# スープ・ナーカサティアン
スープ・ナーカサティアン（สืบ นาคะเสถียร、Sueb Nakhasathien、 1949年12月31日 - 1990年9月1日）はタイ王国の自然保護活動家、
天然資源研究家。タイ王国チアオラーン（เชี่ยวหลาน）とトゥンヤイ-フワイ・カーケン野生生物保護区における自然資源、野生生物保護活動で有名。

## 経歴
スープ・ナーカサティアンは元々の名前をスープヨット（สืบยศ）といい、1949年12月31日にプラーチーンブリー県ムアンプラーチーンブリー郡タムボン・ターガームで、元プラーチーンブリー県県知事サラップと妻ブンイヤムの長男として生まれる。弟ゴープギット・ナカサティアン（กอบกิจ นาคะเสถียร） と妹ガランヤー・ラクサーシリグン（กัลยา รักษาสิริกุล）の二人の弟妹がいる。
スープの子供の頃は性格は、我慢強い性格で母の田仕事をしっかりと手伝い、また興味のあることに熱中する性質であった。田仕事の休みの時にはよく友人とスケッチブックを持って遊び歩いた。学校の成績はいつも優秀であった。
スープはプラーチーンブリー県小学校4年生時に、チャチューンサオ県のセントルイス校（โรงเรียนเซนต์หลุยส์）に進学。1968年にカセートサート大学 林学部に進学し、1971年卒業。その後、国家住宅公社の公園に関する仕事に就く。1974年、カセートサート大学林学部森林文化科学学科修士課程に進学。1975年に修了。タイ王立森林局の当時創設されたばかりの野生生物保護部の公務に就き、チョンブリー県カオキアウ-カオチョムプー野生生物保護区に赴任。法を恐れることもなく多くの有力者が森林破壊をしている現実を目の当たりにする。1979年にブリティッシュ・カウンシルの奨学金を獲得し、イギリスのロンドン大学保全科学学科で1981年まで研究を行った。帰国後、バーン・プラ禁猟区の区長として運営を行い、学識者として森林保全課の人材育成に取り組んだ。

## 研究活動
1983年、野生生物保護部の野生生物保護専門研究職に異動。この期間、スープは充実した研究生活をいそしむことになった。スープの初期の頃の研究は鳥に関する研究で、鳥の種数と行動、営巣に関するものであった。さらに、グワーンパー（Nemorhaedus caudatus）の生息域に関する研究、スマトラカモシカの行動に関する研究、トゥンヤイ-フワイ・カーケン野生生物保護区の森林生態系の研究まで行い、 カセートサート大学の生物科学特任教授職を受ける。スープは将来のタイ王国の研究に必要になる研究資料をビデオカメラ、カメラの機材を使用したり、スケッチなどの手法を用いて記録していった。 それにより希少野生動物の生態やタイの森林破壊の様子を写したスライド写真や数十本にも及ぶビデオフィルムを残した。

## チアオラーン野生生物移送計画
1986年、スラートターニー県チアオラーン流域地区のチアオラーンダム（ラーチャプラパー・ダム）計画の中で、ダムのなかに置き去りにされた野生生物を移送する計画「チアオラーン野生生物移送計画」の執行責任者に任命された。スープはダムに水没する時まで水没地域からの野生動物救出に尽力することになった。計画では10万ライを越える広大な範囲を計画域としていたが、わずか80万バーツの予算しかなく、使用できる機材も船しかなかった。しかしスープは昼も夜もなく、国内国外を問わず関連書籍を研究し、さらに森で動物を狩っていた熟練した古猟師から知識を集めて回った。チアオラーン野生生物移送計画では最終的に、1364頭を越える動物を救い出すことが出来た。しかしスープは命を落とした数多くの動物たちを悲しみ、その中で研究だけでは失われていく森や、野生動物を救うことが出来ないことを真に理解し、政府によるカンチャナブリー県トゥンヤイ・ナレースワン野生生物保護区内のナームヂョーンダム建設計画に反対する立場を取るようになっていった。チアオラーンダムの報告書の書いている間、スープはスラートターニー県クローン・セーン野生生物保護区の区長を務めていた。1987年、ナラーティワート県プルトーデーン森林域開発のため環境影響調査の仕事に従事した。

## フワイ・カーケーン保全活動
1988年、スープはタイ王立森林局野生生物保護部の公務に戻り、トゥンヤイ・ナレースワン野生生物保護区がユネスコの世界遺産の指定を受けるために尽力した。1989年には奨学金を受け、カーケン野生生物保護区の区長職を務めながらイギリスに博士研究留学。1990年、フワイ・カーケンとトゥンヤイ・ナレースワンの森林保全のための資金獲得に成功する。さらに「天然資源保全とその問題」「チアオラーン野生生物移送」などをテーマに様々な機会で講義したり、会議に出席することも多くなった。
フワイ・カーケーン森林地域は多くの動植物の生息する豊かな森林であったが、当時、様々な方面からその利権を狙らわれ、森林破壊の波が押し寄せていた。スープはフワイ・カーケーンの豊かな自然環境の保全を主張していた。しかし、100万ライにおよぶ広大な保護区に対して予算と人員が全く足りていなかったため、森林を十分に保護することはできなかった。加えて役人の不正、保護区の周囲に住む住民の貧困の問題は大きな問題であり、利益を狙う権力者たちは貧しい村民を雇い、保護区の木を切り、野生動物を狩るように差し向けたのである。スープは解決策の一つとして保護区の周辺にバッファーゾーンを建設することを提唱。村民をバッファーゾーンの外に移住させ、バッファーゾーンをコミュニティフォレストとして生活のために利用させる余地を残す計画を進めた。しかし、当時当局からは全く関心を寄せられることはなく、協力を取り付けることはできなかった。

## 自殺
1990年9月1日早朝自殺。